# ThreeBond
 (février 2024).
La mise en forme du texte ne suit pas les recommandations de Wikipédia : il faut le « wikifier ».
Les points d'amélioration suivants sont les cas les plus fréquents. Le détail des points à revoir est peut-être précisé sur la page de discussion.
- Les titres sont pré-formatés par le logiciel. Ils ne sont ni en capitales, ni en gras.
- Le texte ne doit pas être écrit en capitales (les noms de famille non plus), ni en gras, ni en italique, ni en « petit »…
- Le gras n'est utilisé que pour surligner le titre de l'article dans l'introduction, une seule fois.
- L'italique est rarement utilisé : mots en langue étrangère, titres d'œuvres, noms de bateaux, etc.
- Les citations ne sont pas en italique mais en corps de texte normal. Elles sont entourées par des guillemets français : « et ».
- Les listes à puces sont à éviter, des paragraphes rédigés étant largement préférés. Les tableaux sont à réserver à la présentation de données structurées (résultats, etc.).
- Les appels de note de bas de page (petits chiffres en exposant, introduits par l'outil «  Source ») sont à placer entre la fin de phrase et le point final[comme ça].
- Les liens internes (vers d'autres articles de Wikipédia) sont à choisir avec parcimonie. Créez des liens vers des articles approfondissant le sujet. Les termes génériques sans rapport avec le sujet sont à éviter, ainsi que les répétitions de liens vers un même terme.
- Les liens externes sont à placer uniquement dans une section « Liens externes », à la fin de l'article. Ces liens sont à choisir avec parcimonie suivant les règles définies. Si un lien sert de source à l'article, son insertion dans le texte est à faire par les notes de bas de page.
- La présentation des références doit suivre les conventions bibliographiques. Il est recommandé d'utiliser les modèles {{Ouvrage}}, {{Chapitre}}, {{Article}}, {{Lien web}} et/ou {{Bibliographie}}. Le mode d'édition visuel peut mettre en forme automatiquement les références.
- Insérer une infobox (cadre d'informations à droite) n'est pas obligatoire pour parachever la mise en page.

Pour une aide détaillée, merci de consulter Aide:Wikification.
Si vous pensez que ces points ont été résolus, vous pouvez retirer ce bandeau et améliorer la mise en forme d'un autre article.
ThreeBond Co.,Ltd. (株式会社 スリーボンド）est une entreprise basée à Hachiōji (Tōkyō), développant et produisant des produits d'étanchéité, des adhésifs, ainsi que d'autres produits chimiques. ThreeBond Holdings Ltd, la société holding du groupe ThreeBond qui est responsable de la gestion et de l'orientation des sociétés du groupe et de la consolidation des opérations communes, est située à Ebisu, Shibuya (Tōkyō).

## Histoire
Le fondateur, Osamu Ukumori, a créé «Tokyo ThreeBond» en 1955, dans le quartier de Kōtō, à Tōkyō. Au cours des premières années d'existence de la société, l'accent fut mis sur la fabrication de joints liquides pour les moteurs automobiles, mais l'entreprise s'est rapidement orientée vers la production d'adhésifs industriels. Aujourd'hui, l'entreprise propose une large gamme de produits, notamment des produits chimiques industriels tels que des adhésifs, des produits d'étanchéité, des agents de verrouillage et des lubrifiants anticorrosion. ThreeBond manufacture également des adhésifs au silicium dissipateurs de chaleur.
La société a ensuite été scindée en 15 filiales et possède en tout 27 distributeurs exclusifs dans le monde entier. Chaque point de vente est géré de manière indépendante en tant que société par actions, même si l'entreprise détient la plupart de ces dernières. ThreeBond possède des bureaux en Amérique du Nord, en Amérique centrale, en Amérique du Sud, en Europe, en Chine et en Asie.
L'institut de recherche de l'entreprise a été construit dans la ville de Sagamihara, dans la préfecture de Kanagawa, pour regrouper les centres de recherche et de développement qui étaient auparavant dispersés dans le siège de l'entreprise à Tokyo et dans les préfectures d'Okayama et de Saitama. L'institut est devenu opérationnel en juin 2012. Il est situé sur une surface totale de 26 000 m2 sur le site de ThreeBond Fine Chemicals, qui est l'une des principales usines de l'entreprise. Il s'agit désormais d'un pôle d'activité à part entière en tant que centre stratégique mondial.
Le site est également bien connu pour avoir sponsorisé les informations météorologiques locales du Kantō «Asu no Sora Moyo» (「あすの空もよう」) , diffusée le week-end avant 21 heures, après ANN News de TV Asahi, pendant de nombreuses années jusqu'au début de l'année 2009.

## Système de production
Il existe au total deux usines affiliées au Japon. Les adhésifs et les produits d'étanchéité sont produits par ThreeBond Fine Chemicals Ltd. qui possède deux usines : l'usine de Hashimoto et l'usine d'Okayama.
La seconde société, ThreeBond Works Ltd, fabrique des adhésifs pour boulons et écrous sur un ensemble de cinq sites : les usines de Tatebayashi, Akishima, Inuyama, Katō et Kitakyūshū.

## Activités de soutien au sport

### Sport automobile
En 2000, ThreeBond a sponsorisé une équipe formée autour du pilote Takeshi Tsuchiya (土屋武士), qui a commencé à participer au Championnat du Japon de Formule 3 avec un système basé sur des moteurs Nissan, développés et conçus par Tomei Engines, ainsi que des pièces conçues et fabriquées par l'atelier Umeda Tuning. L'entreprise a choisi la catégorie F3 parce que «C'est une catégorie qui favorise le développement des jeunes, qui est régie par des règles mondiales communes et qui jouit donc d'une bonne image».
En 2011, l'équipe, avec Hironobu Yasuda (安田裕信) comme pilote, a remporté le Championnat du Japon de Formule 3. Ils ont ensuite commencé à concourir en 2012 dans le Championnat de Grande-Bretagne de Formule 3 tout en faisant en parallèle une pause dans leur participation au Championnat du Japon de Formule 3.
En 2017, ThreeBond participe à nouveau au Championnat du Japon de Formule 3 pour la première fois depuis 6 ans en partenariat avec "DRAGO CORSE" sous la direction de Ryu Michigami (道上龍) et s'engage pour la saison 2019 dans une équipe de deux voitures.
À partir de 2012, ThreeBond devient le sponsor principal de KONDO Racing, qui concourt dans la classe Super Taikyu ST-GT3 avec une Nissan GT-R. L'entreprise sponsorise également le Modulo Dorago CORSE en SUPER GT (classe GT300) depuis 2018.
En octobre 2019, ThreeBond a annoncé que ses activités d'approvisionnement de moteurs à la F3 cesseraient une fois que le Championnat du Japon de Formule 3 prendrait également fin la même année, mais les activités du groupe n'ont pas cessé pour autant. En effet, l'entreprise a finalement décidé de poursuivre ses activités dans ce domaine, puisqu'il a été convenu que l'équipe Albirex Racing Team, qui participe à la Super Formula Lights, le successeur du Championnat du Japon de Formule 3, utiliserait des moteurs ThreeBond (Tomei) dès 2020. Les relations avec DRAGO CORSE se poursuivent alors et, en 2020, l'entreprise entra dans la Super Formula en tant que sponsor.
En 2023, le nom de ThreeBond Racing a été ressuscité et une équipe gérée par l'entreprise participera à la Super Formula dans le cadre d'une nouvelle structuration.

### Golf
Quatre joueurs de golf sont actuellement rattachés à l'entreprise.
Le premier, Chen Tze-Chung, joueur professionnel sénior taïwanais, est sous contrat avec ThreeBond depuis plus de 30 ans.
Le second, Shin Jiyai, est une athlète professionnelle coréenne qui a signé un accord de sous-parrainage en 2013. Elle a officiellement signé en 2015 avec l'entreprise.
La société a également signé un partenariat avec Ayano Yasuda et Narika Miyata pour la saison 2019, et se concentre sur le soutien des jeunes golfeurs professionnels.

### Club de baseball

#### Baseball traditionnel
Des années 1960 au début des années 1990, le club de baseball de ThreeBond, basé à Hachioji (Tōkyō), a participé au tournoi de baseball Intercity sous la supervision de Hiroji Okajima, deux fois vainqueur du titre "Roi du vol de base". En 1985, l'équipe s'est même classée dans le top 8, avant de faire une pause dans les activités du club. À cette époque, l'équipe portait un uniforme orange vif semblable à celui des Hokkaido Nippon-Ham Fighters. Par la suite, l'un des membres du club, Yasuhi Oki (沖泰司), a rejoint les Nippon-Ham Fighters, et un autre, Yoshiyuki Shimizu (清水義之), a rejoint l'équipe de Taiyo. De nombreux joueurs étaient originaires d'Ehime, le lieu de naissance du fondateur.

#### Baseball japonais
L'équipe de baseball est aujourd'hui encore active, et participe souvent à des tournois nationaux.

#### Autre
ThreeBond a acquis les droits de dénomination de deux stades de baseball municipaux à Hachioji : le stade de baseball municipal de Hachioji, nommé "ThreeBond Stadium Hachioji", et le stade de baseball de Kamiyuzugi Park, nommé "ThreeBond Baseball Park Kamiyuzugi".